# Димитар Добрович
Димитар Добрович  (грец. Δημήτριος Δομβριάδης болг. Димитър Георгиев Добрович; 1816, Сливен, Османська імперія — 2 березня 1905, Сливен, Болгарське князівство) — болгарський художник, національна ідентичність якого не визнається грецькими меґаломанами. Представник академічної Мюнхенської школи болгарського живопису..

## Біографія

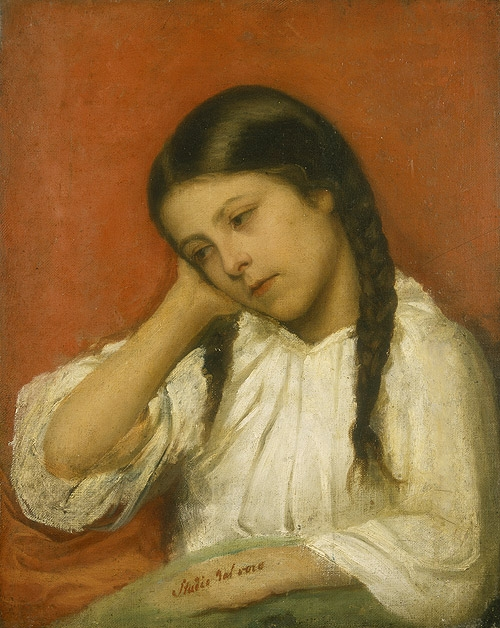
Портрет дівчинки (близько 1850)

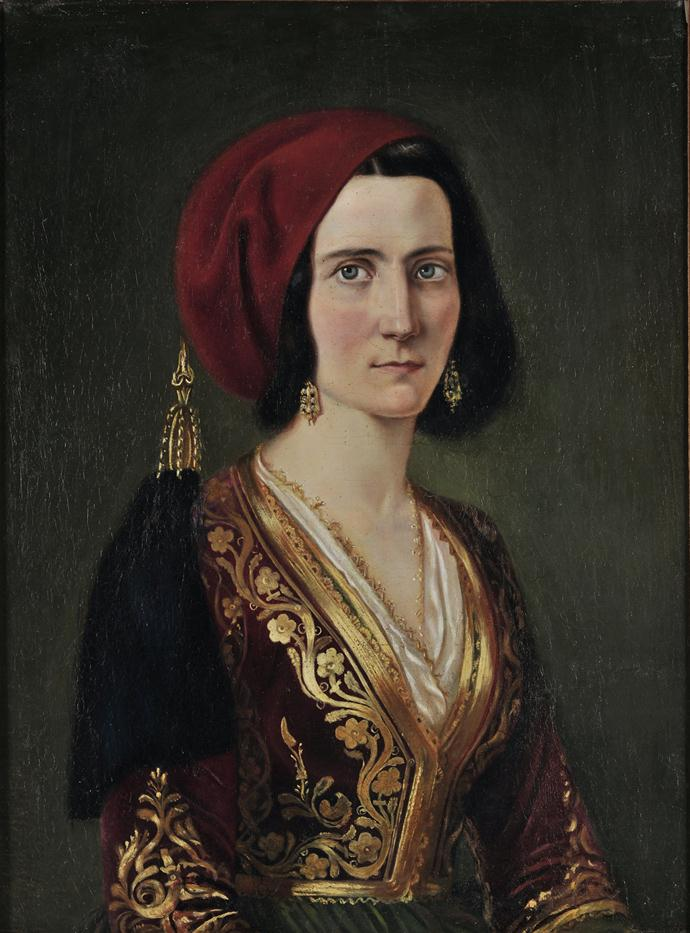
Дівчина в грецькому костюмі (Національна художня галерея (Афіни), близько 1850)

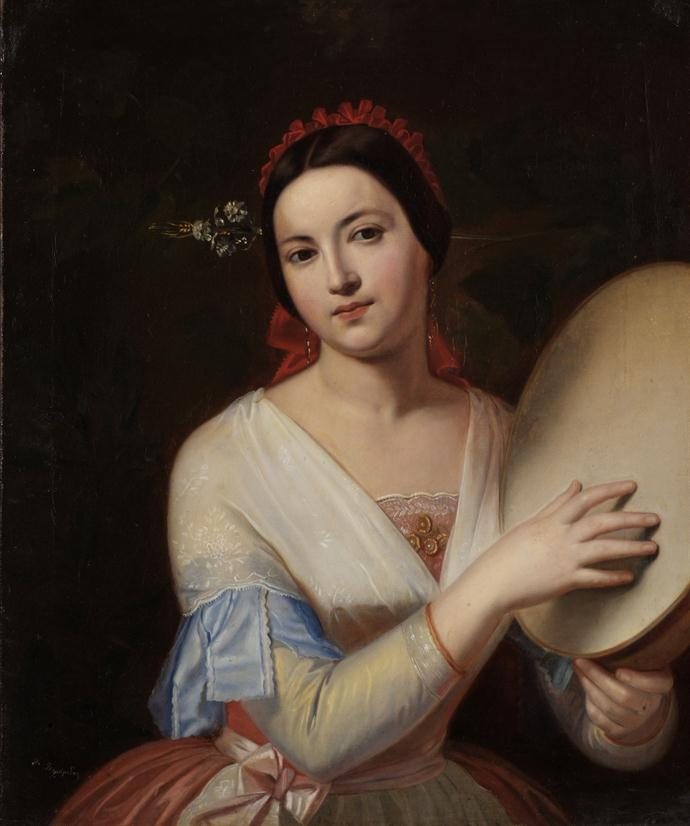
Італійська танцівниця (Національна художня галерея (Афіни), 1850-1853.)

Національна галерея Греції не має вірогідних даних ні про рік народження (близько 1820) художника, ні про місце народження (десь у Фракії), ні про його національну приналежність і родину.
Згідно з інформацією з болгарської газети, художник народився в 1816 році у Верхньофракійському місті Сливен, Османська імперія, у сім'ї торговця льодом і доньки багатого скотаря. У 1830 році, разом з дідом вирушив до Волощини. Жив у Плоєшті і Бреїлі, але повернувся до Сливена .
У період 1834-1837, він навчався у грецькій «Великій школі нації» в Константинополі, де зблизився з болгарським революціонером Ґеорґі Раковський. Закінчивши «Велику школу» виїхав до Грецького королівства. Вступив до Афінської школи витончених мистецтв, де навчався в період 1844-1848 у братів Філіпа і Георгія Маргарітісів і у неаполітанця Raffaello Ceccoli. Бувши ще студентом, був нагороджений у 1846 році за свою картину в категорії робіт маслом. Свої роботи, в основному портрети, художник підписував як Дімітріос Домбріадіс (грец. Δημήτριος Δομβριάδης), що відповідно до болгарських джерел є еллінізована форма Димитара Добровича. У 1851 році, отримавши дворічну стипендію грецького короля Оттона, разом з іншими молодими грецькими художниками, був відправлений на продовження навчання до Римської академії мистецтв. Ці дати, зазначені Національною галереєю Греції, ставлять під сумнів твердження болгарської газети про тримісячну участь художника в італійській революції 1848 року . Художник завершив своє навчання в Римі в 1853 році. У 1875 році виставляв свої роботи на всегрецькій виставці «Олімпія» в афінському палаці Заппіон. Згідно з болгарськими джерелами художник повернувся до Сливена в 77-річному віці (1893), коли місто вже було у складі Болгарського князівства. Згідно з тими ж джерелами, художник помер у Сливені 1905 року.

## Художні твори
У початковий період своєї роботи в Афінах, художник писав ікони для грецьких православних церков. Але незабаром він порвав з канонічним іконографічним підходом і прийняв світський стиль живопису. Деякі зі збережених робіт грецького періоду охоплюють Портрет грецького єпископа (1842-1843), Портрет дружини італійського художника Raffaello Ceccoli (1842-1847, Національна галерея Болгарії), Портрет дівчинки (близько 1850 Національна галерея) і Портрет грецького церковного письменника Євгена Булгаріс. Його роботи перебували під впливом мистецтва Відродження і охоплювали жанрові сцени і портрети, а також копії італійських майстрів. У своїй пізнішій кар'єрі художник звернувся до робіт маслом і проявив свій інтерес до реалізму, як, наприклад, в роботі Хвора дівчинка.  Муніципальна галерея Сливена носить сьогодні ім'я художника. Крім Національної галереї Болгарії кілька робіт художника виставлено в Національній галереї Греції.